# Richard Cowan (Sänger)
Richard Cowan (* 24. Dezember 1957 in Euclid, Ohio; † 16. November 2015 in Pittsburgh, Pennsylvania) war ein US-amerikanischer Opernsänger (Bassbariton), Operndirektor und Festivalleiter.

## Leben
Cowan studierte Operngesang und Komposition an der Indiana University School of Music, wo er 1981 mit dem Diplom in beiden Fächern abschloss. Als Anfänger sang er anschließend an der Central City Opera in Central City im US-Bundesstaat Colorado und am Michigan Opera Theatre. 1983 wurde er Mitglied des Lyric Opera of Chicago's Center for American Artists. 1983 gab er sein Debüt an der Lyric Opera in Chicago mit der kleinen Rolle des Popen in der Premiere von Lady Macbeth von Mzensk. Bis 1988 sang er dort unter anderem kleine Rollen in Carmen, Arabella und Die Frau ohne Schatten. In der Spielzeit 1988/89 trat er dort als Masetto in Don Giovanni auf. 1991 sang er dort den Stierkämpfer Escamillo in Carmen. Später wirkte er in Chicago noch in zwei weiteren Premieren mit. Er sang Antony in Samuel Barbers Oper Antony and Cleopatra (Premiere: September 1991, mit Catherine Malfitano als Partnerin) und John Sorel in The Consul (Saison 1996/97; Premiere: Oktober 1996). 1995 sang er dort den Paolo in Simone Boccanegra.
1985 war er Finalist beim Gesangswettbewerb der Metropolitan Opera (Metropolitan Opera National Council Auditions). 1985 gastierte er an der Miami Opera. 1985 sang er an der Connecticut Opera die Rolle des Valentin in Faust. 1985 gab er, auf Einladung von Bruno Bartoletti, sein Europa-Debüt; er sang beim Maggio Musicale in Florenz die Rollen Tierbändiger und Athlet in Lulu. 1986 sang er beim Festival von Aix-en-Provence den Masetto in Don Giovanni; 1987 sang er beim Festival von Orange in einem Konzert. 1987 gewann er den Internationalen Gesangswettbewerb von Paris (Concours International de Chant de Paris). Im März 1988 gastierte er als Erbförster Kuno in der Oper Der Freischütz im Théâtre du Châtelet in Paris. Im Mai 1988 gastierte er erneut beim Maggio Musicale Fiorentino; er sang den Wolfgang in der Uraufführung der Oper L’Ispirazione von Sylvano Bussotti. In der Spielzeit 1989/90 übernahm er an der Opéra national du Rhin in Straßburg die Titelrolle in einer Neuproduktion der Oper Don Giovanni. Im November 1989 folgte am Théâtre du Châtelet in Paris der Minister Don Fernando in Fidelio.
Seit 1988 hatte er einen Gastvertrag mit der Oper Bonn. Dort sang er u. a. in der Spielzeit 1988/89 (März–Mai 1989) den Sharpless in einer Neuinszenierung der Puccini-Oper Madama Butterfly in italienischer Sprache; außerdem übernahm er in der Spielzeit 1988/89 den Harlekin in einer Neuinszenierung der Oper Ariadne auf Naxos (Premiere: Juni 1989) in deutscher Sprache. Im Mai 1990 sang er an der Oper Bonn den Sharpless auch in der letzten Vorstellung der Aufführungsserie von Madama Butterfly.
Im September/Oktober 1989 sang er an der San Francisco Opera die Rollen Tierbändiger/Athlet in Lulu. In der Spielzeit 1989/90 gab er sein Debüt an der Mailänder Scala. In der Spielzeit 1990/91 debütierte er an der Metropolitan Opera in New York City. Seine Antrittsrolle dort war Schaunard in La Bohème. Weitere Rollen an der MET waren die Titelrolle in Don Giovanni (Spielzeit 1990/91) und Guglielmo in Così fan tutte (Spielzeit 1991/92).
1990 sang er beim Opernfestival von Santa Fé die Rolle des Guglielmo. 1991 sang er in einer konzertanten Aufführung in der Carnegie Hall die Rolle des Ford in Falstaff. 1991 gastierte er am Teatro Regio di Torino und am Teatro Municipale in Rio de Janeiro (Titelrolle in Don Giovanni). 1992 sang er bei der Canadian Opera Company in Toronto den Don Giovanni im Mozart/da Ponte-Zyklus des Regisseurs Nikolaus Lehnhoff. Im März 1993 gastierte er am Opernhaus von Lausanne an der Seite von Lucia Aliberti als Raubgraf Ernesto in Il Pirata, wo er in seiner Rolle auch durch „seine brutale Physis hocherotisch wirkte“. 1994 sang er an der Komischen Oper Berlin. 1997 übernahm er an der Opera Pacific in Costa Mesa die Titelrolle in Don Giovanni.
Weitere Hauptrollen Cowans, der sich insbesondere auch für die Musik des 20. Jahrhunderts und der Moderne einsetzte, waren die Titelrolle in Herzog Blaubarts Burg (Deutsche Oper Berlin in der Spielzeit 1993/94, am Grand Théâtre de Genève im Jahr 1991, in Melbourne, Liège und mit dem Rundfunk-Sinfonieorchester der RAI in Turin), Jochanaan in Salome (Miami, Minneapolis, 1991 am Opernhaus von Vancouver), Zurga in Les pêcheurs de perles (u. a. 1992 am Opernhaus von Nancy) und Nick Shadow in The Rake’s Progress (1993 beim Spoleto Festival).
1998 gründete er das Opernfestival „Lyrique en Mer“ in Belle-Île, dessen Künstlerischer Leiter er bis zu seinem Tod war. Auf der Zitadelle Vauban inszenierte er dort auf Belle-Île zahlreiche Opernaufführungen, u. a. Otello, Rigoletto, La traviata, Don Giovanni (2006), Così fan tutte (2010), Le nozze di Figaro (2005), Dido and Aeneas, La Cenerentola, und Carmen. Er unterrichtete Gesang an der Roosevelt University in Chicago, an der Northern Kentucky University und an der Carnegie Mellon University.
Cowan wirkte in zwei Operngesamtaufnahmen mit: als Schaunard in La Bohème (1988; mit den Chœurs et Maîtrise de Radio France; dem Orchestre national de France; Dirigent: James Conlon) bei dem Label Erato und als Konsul Sharpless in Madama Butterfly (1995; mit den Chœurs et Maîtrise de Radio France; dem Orchestre national de France; Dirigent: James Conlon) bei dem Label Sony Classical. Bei beiden Produktionen handelt es sich um den Soundtrack zu dem jeweiligen Opernfilm.
Cowan heiratete 1990 in erster Ehe die US-amerikanische Sopranistin Constance Hauman. Er litt bereits seit einigen Jahren an einer schweren Krankheit und starb am 16. November 2015 in Pittsburgh, Pennsylvania. Cowan hinterließ seine zweite Ehefrau Uliana Kozhevnikova und eine Tochter.